# 켄 포그
켄 포그(Ken Pogue, 1934년 7월 26일 ~ 2015년 12월 15일)는 캐나다의 배우이다.
토론토에서 태어났으며 빅토리아에서 사망하였다. 사인은 암이다.

## 영화
- 머메이드 체어 (2006년)
- 덱 더 홀스 (2005년)
- 몬티 월시 (2003년)
- 존슨 카운티 워 (2002년)
- 다크 타겟 (2001년) - 에이스 팀몬스 역
- 크리스마스 시크릿 (2000년)
- 뷰티풀 죠 (2000년)
- 6번째 날 (2000년) - 스피커 데이 역
- 잭 불 (1999년) - 윌킨스 판사 역
- 콜드 스쿼드 (1998년)
- 재회 (1997년)
- 파이널 디센트 (1997년)
- 바이오 킬러 (1997년)
- 바람둥이 길들이기 (1997, Dad's Week Off)
- 사랑의 가족 (1996년)
- 배드 문 (1996년) - 쉐리프 제이슨 역
- W 밀약 (1996년)
- 제3의 눈 (1995년)
- 용기의 날개 (1995년)
- 캐나다 젠틀캅 (1994년)
- 피고인 (1993년)
- 내 사랑 사이보그 3 (1992년)
- 표적 (1991년)
- 내 아들 쟈니 (1991년)
- 추행자 (1991년)
- 체인댄스 (1991년)
- 스트롱 맨 (1991년)
- 웨어 더 하트 이즈 (1990년)
- 위험한 목격자 (1989년)
- 웰컴 홈 (1989년)
- 키핑 트랙 (1987년)
- 힛팅 홈 (1987년)
- 리버레이터 (1987년)
- 겨울 장미 (1987년)
- 애더리 (1986년)
- 욕망의 거리 (1986년)
- 나이트 히트 (1985년)
- 어 타임 투 리브 (1985년)
- 레이몬드 그레이함의 사형 집행 (1985년)
- 루이지애나 (1984년)
- 데드존 (1983년)
- 쌍둥이 에디슨 (1982년)
- 스잔 (1980년)
- 호보 (1979년)
- 로스트 앤드 파운드 (1979년)
- 아메리칸 크리스마스 캐롤 (1979년)
- 침묵의 동반자 (1978년)
- 넵툰 어드벤쳐 (1973년)